# Crotalaria nuda
Crotalaria nuda är en ärtväxtart som beskrevs av Roger Marcus Polhill. Crotalaria nuda ingår i släktet sunnhampor, och familjen ärtväxter. IUCN kategoriserar arten globalt som livskraftig. Inga underarter finns listade i Catalogue of Life.